# Обращённо-фазная хроматография
Обращённо-фазовая (обратно-фазовая) хроматография (ОФХ) — вариант хроматографии, в котором стационарная фаза является неполярной. Этот вариант хроматографии относится к жидкостной хроматографии (в отличие от газовой).
Термин «обращённо-фазовая» имеет под собой историческую подоплёку. В 1970-х годах для жидкостной хроматографии в большинстве случаев использовалась твёрдая стационарная фаза (также называемая «колонка»), которая содержала немодифицированные кремниевые или алюминиевые наполнители. Сегодня этот метод известен как «нормально-фазовая хроматография». В случае нормально-фазовой хроматографии стационарная фаза гидрофильна (обладает большим сродством к гидрофильным молекулам в подвижной фазе). Поэтому гидрофильные молекулы в подвижной фазе имеют тенденцию связываться (адсорбироваться) на колонке, в то время как гидрофобные молекулы проходят сквозь колонку и элюируются в первую очередь. В нормально-фазовой хроматографии гидрофильные молекулы могут быть элюированы с колонки путём увеличения полярности раствора подвижной фазы.
Появление методов, использовавших алкильные цепи, ковалентно связанные с твёрдой основой, позволили создать гидрофобную неподвижную фазу, имеющую сильное сродство к гидрофобным соединениям. Использование гидрофобной неподвижной фазы может рассматриваться как противоположность или «обратное» по отношению к нормально-фазовой хроматографии — отсюда и произошёл термин «обратно-фазовая хроматография». Обратно-фазовая хроматография использует полярную (водную) подвижную фазу. В результате, гидрофобные молекулы в полярной мобильной фазе адсорбируются на гидрофобной неподвижной фазе, а гидрофильные молекулы в мобильной фазе будут проходить через колонку и элюироваться в первую очередь. Гидрофобные молекулы могут быть элюированы с колонки путём уменьшения полярности мобильной фазы, используя органические (неполярные) растворители, которые снижают гидрофобные взаимодействия. Чем более молекула гидрофобна, тем сильнее она свяжется с неподвижной фазой и тем выше концентрация органического растворителя, которая потребуется для элюирования этой молекулы.
Многие математические и экспериментальные предположения, используемые в других хроматографических методах, также применимы в ОФХ (например, "разрешение разделения" зависит от длины колонки). Она также может использоваться для разделения большого количества видов молекул. Этот метод обычно не используется для разделения белков, потому что используемые органические растворители могут денатурировать большинство белков. Поэтому, в данном случае нормально-фазная хроматография является более приемлемым методом.
Сегодня ОФХ часто используется в аналитических целях. Существует целый ряд различных неподвижных фаз для ОФХ, что позволяет быть более гибким в выборе методов разделения.

## Стационарная (неподвижная) фаза
| Обозначение                              | Описание | Структура    |
| ---------------------------------------- | --- | ------------ |
| C1, TMS, SAS, триметил                   | Обладает высокой селективностью при разделении полярных соединений и соединений с большим количеством функциональных групп.Меньше всего удерживает соединения с алкильными группами в неполярных растворителях. | Метил        |
| C2, RP-2, диметил                        | Обладает большим удерживанием, чем С1, и меньшим, чем С4, С8 и С18. | Этил         |
| С3, Пропил                               | Применяется в хроматографии гидрофобного взаимодействия (HIC) пептидов и белков. | Пропил       |
| С4, Бутил                                | Применяется для HIC и ион-парной хроматографии. В неполярных растворителях обладает меньшим удерживанием, чем фазы С8 и С18. Данный материал с диаметром пор 300Å идеален для анализа больших белков и гидрофобных пептидов. | Бутил        |
| С5, Пентил                               | С диаметром пор 300Å используется для обращённо-фазового разделения гидрофобных белков и пептидов. Более устойчив к гидролизу, чем С4. | Пентил       |
| С6, Гексил                               | Применяется для ион-парной хроматографии. Обладает меньшим удерживанием, чем С8 и С18. | Гексил       |
| С8, MOS, RP-8, LC8, Октил                | По селективности близок к С18, но обладает меньшим удерживанием. Широко используется в анализе лекарств, нуклеотидов, стероидов и т.д. С диаметром пор 300Å этот материал хорошо подходит для разделения пептидов и небольших гидрофильных белков. | Октил        |
| С12, Додецил                             | Благодаря более короткой углеродной цепи, чем у С18, обеспечивает хорошее взаимодействие и более чёткую форму пиков для неполярных и умеренно полярных соединений. | Додецил      |
| С18, ODS, RP-18, LC-18, Октадецил        | Классический обращённо-фазовый материал, обладающий наибольшим удерживанием в неполярных растворителях. Прекрасно работает в ион-парной хроматографии. Имеет широчайший спектр применений (разделение пептидов, нуклеозидов, нуклеотидов,стероидов, фармпрепаратов, витаминов, жирных кислот, пестицидов и пр.). С диаметром пор 300Å этот материал используют для разделения небольших гидрофобных пептидов. | Октадецил    |
| С6H5, Phenyl                             | Обладает уникальной селективностью, используется для разделения ароматических соединений. С диаметром пор 300Å этот материал используют для HIC. | Фенил        |
| С6H5 (линкер C3H6O), Фенил-эфир          | Используется для разделения высокополярных ароматических веществ. Отличается по селективности отфенил- и фенил-гексил- фаз. | Фенил-эфир   |
| С6H5 (линкер C6H12), Фенил-гексил        | Обладает селективностью как у фенил-фазы, но со значительно большей стабильностью. | Фенил-гексил |
| С6F5, PFP                                | Используется для анализа замещённых ароматических соединений. Отличается по селективности от фенил-гексил, классических фенил- и алкил-фаз. | PFP          |
| CN, CPS, PCN, циано, цианопропил, нитрил | Может применяться как обращённо-фазовый или как нормально-фазовый материал. Будучи слегка полярной, эта фаза обладает отличной селективностью при разделении полярных соединений. Кроме того, она быстро уравновешивается, что является ценным свойством при работе в режиме градиентного элюирования. Используется для анализа различных фармпрепаратов (например, антидепрессантов и пр.)                   | Цианопропил  |
| NH2, APS, амино, аминопропилсилил        | Может использоваться для обращённо-фазовой, нормально-фазовой и ионобменной хроматографии (слабый анионообменник). В обращённо-фазовой хроматографии используется для разделения углеводов. | Амино        |
| OH, Диол, глицерол                       | Может применяться как обращённо-фазовый или как нормально-фазовый материал. При работе в качестве обращённой фазы используется в гель-фильтрационной хроматографии (GFC) пептидов и белков. | Диол         |

## Подвижная фаза
Для элюирования анализируемых веществ с обращённо-фазовой колонки используются смеси воды или водных буферных растворов и органических растворителей. Органические растворители должны смешиваться с водой. Самыми распространёнными являются ацетонитрил, метанол и тетрагидрофуран (THF). Возможно также использовать этанол или изопропанол. Элюирование можно проводить в изократическом режиме (смесь вода-органический растворитель не меняет процентного соотношения во время всего процесса разделения), либо используя градиент (соотношение вода-органический растворитель меняется в ходе процесса, обычно в сторону уменьшения полярности). Значение pH подвижной фазы может иметь большое влияние на разделение смеси, а также может изменять селективность анализа (порядок выхода анализируемых соединений).
Заряженные аналиты могут быть разделены на обращённо-фазовой колонке с использованием ионных пар (также: ионное взаимодействие). Эта техника известна как "обращённо-фазовая ионно-парная хроматография".